# Daihatsu Delta

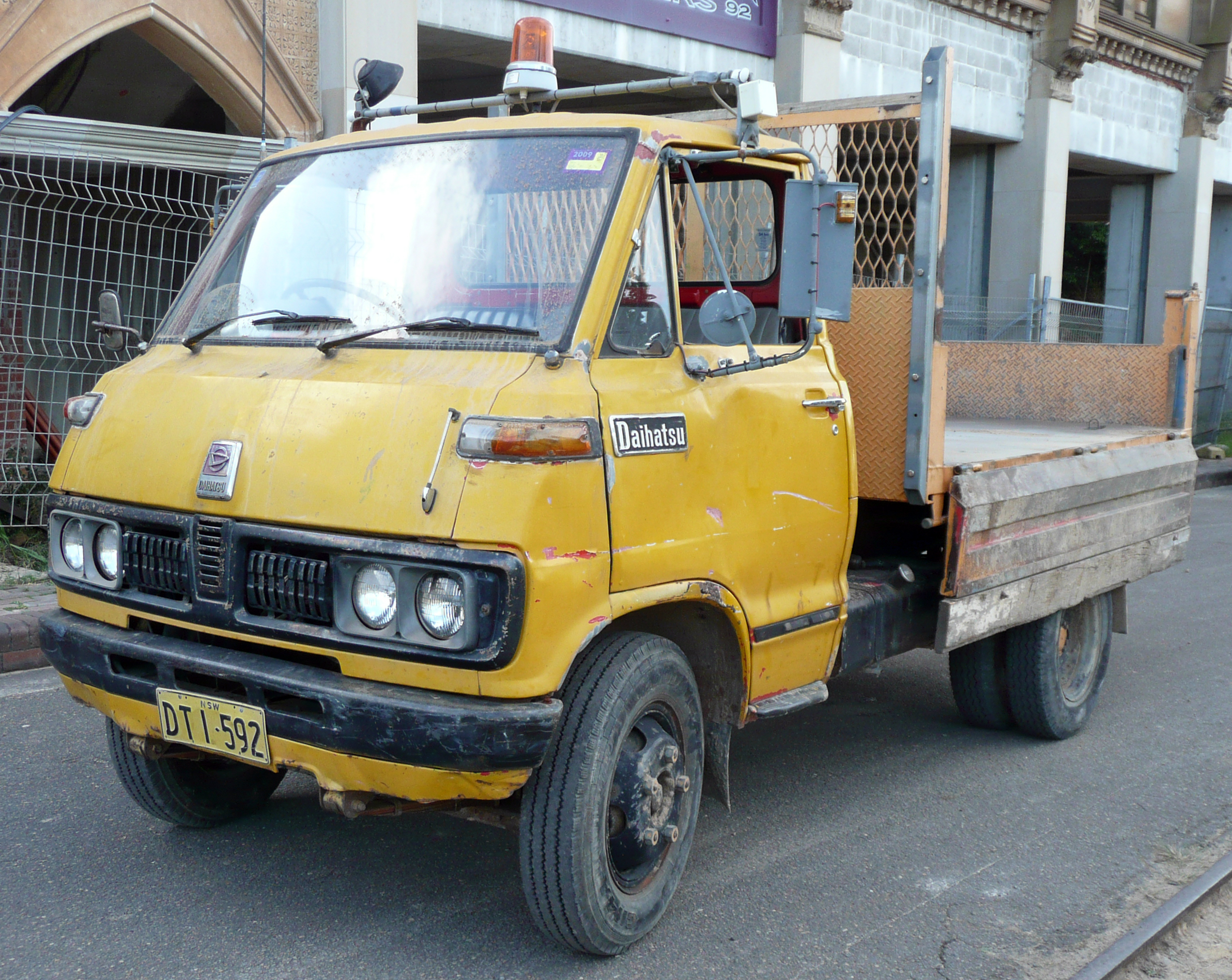

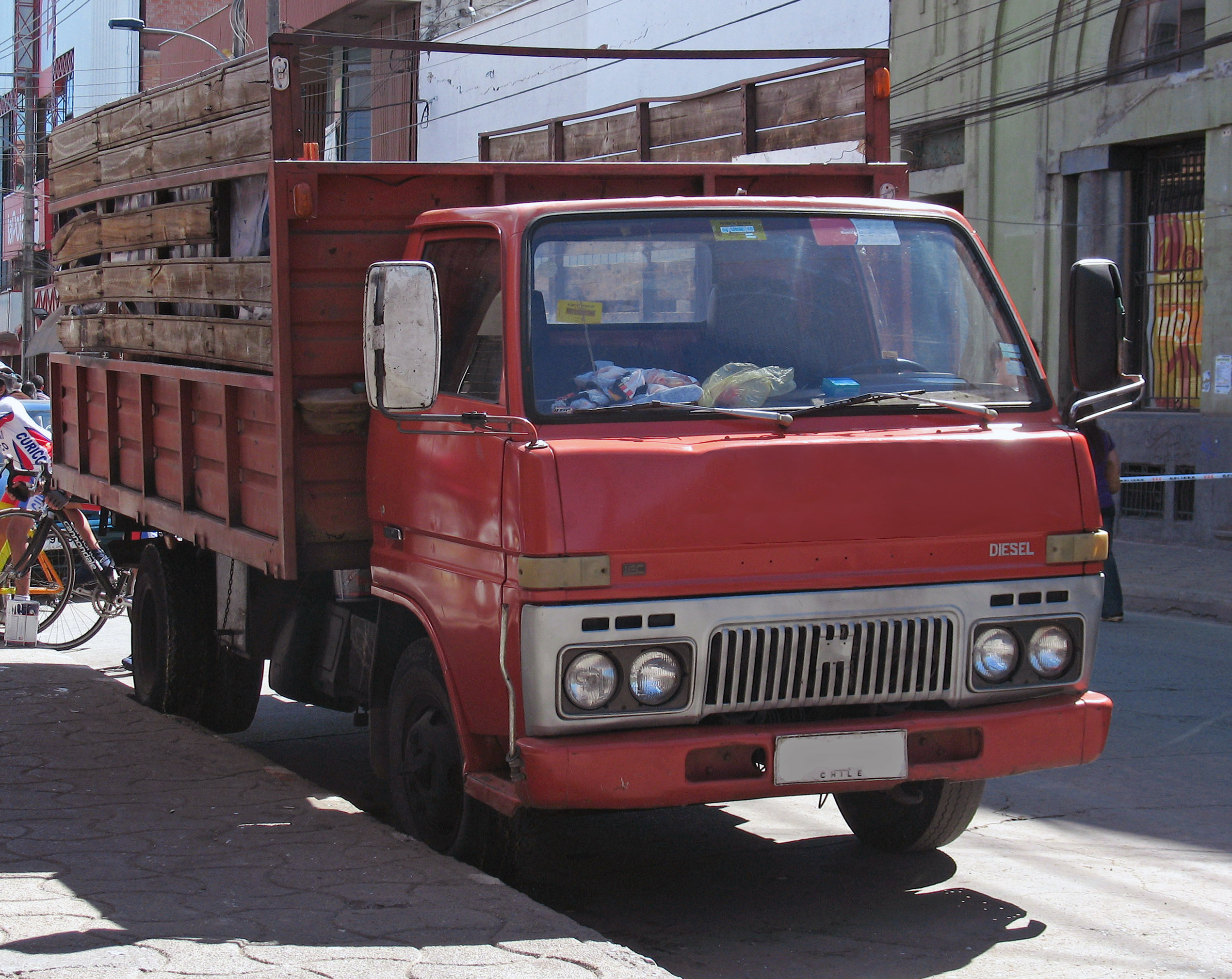

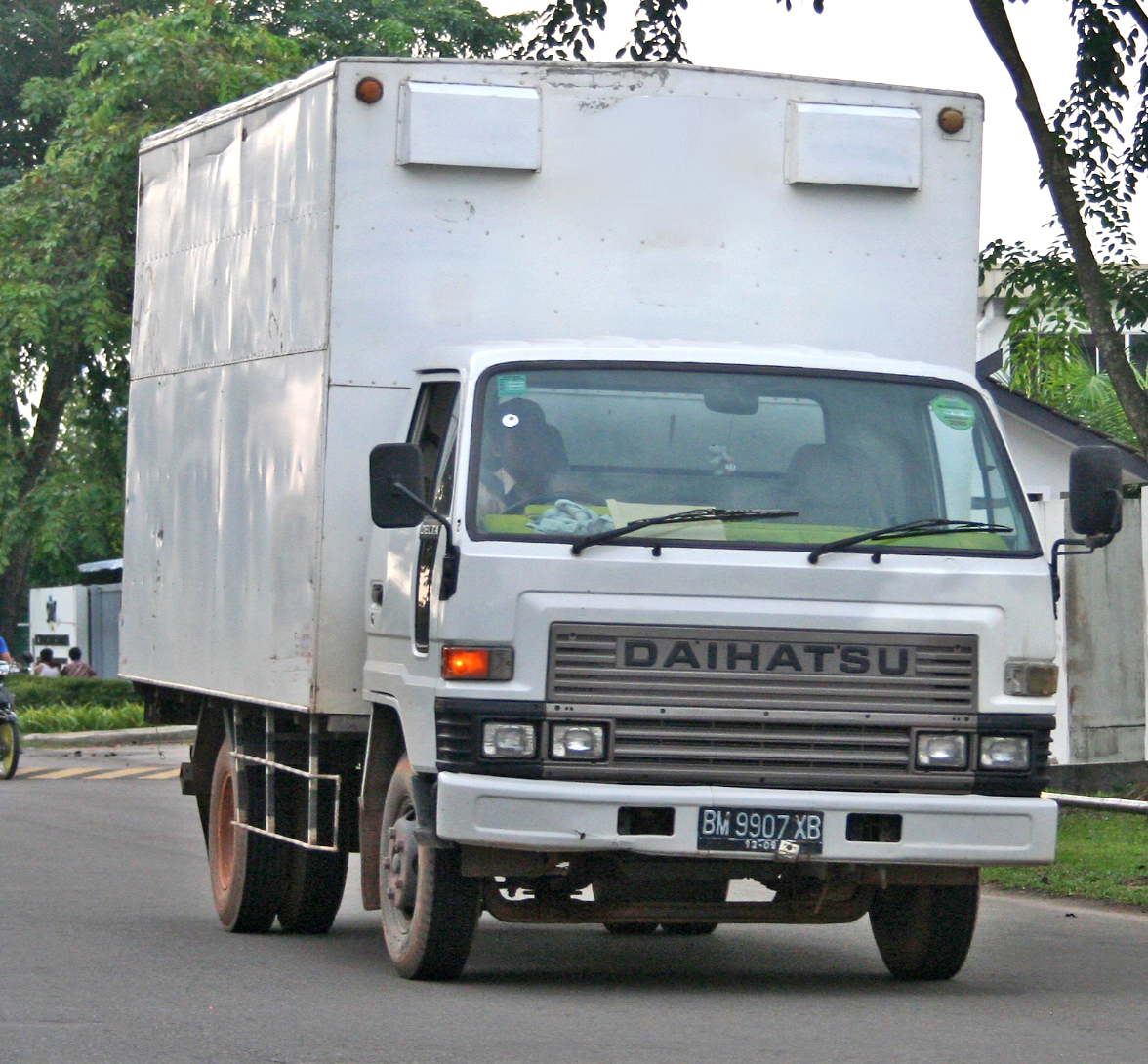

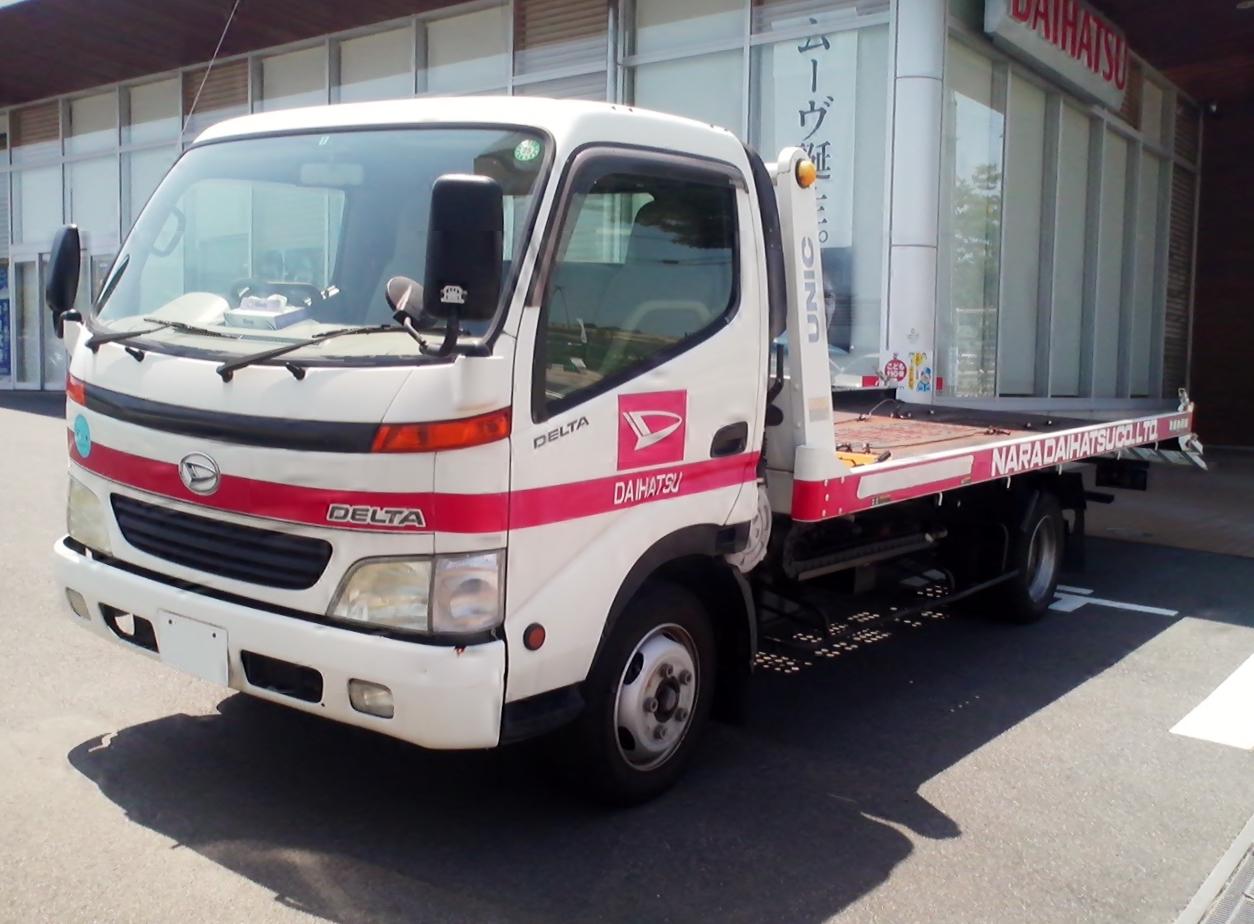

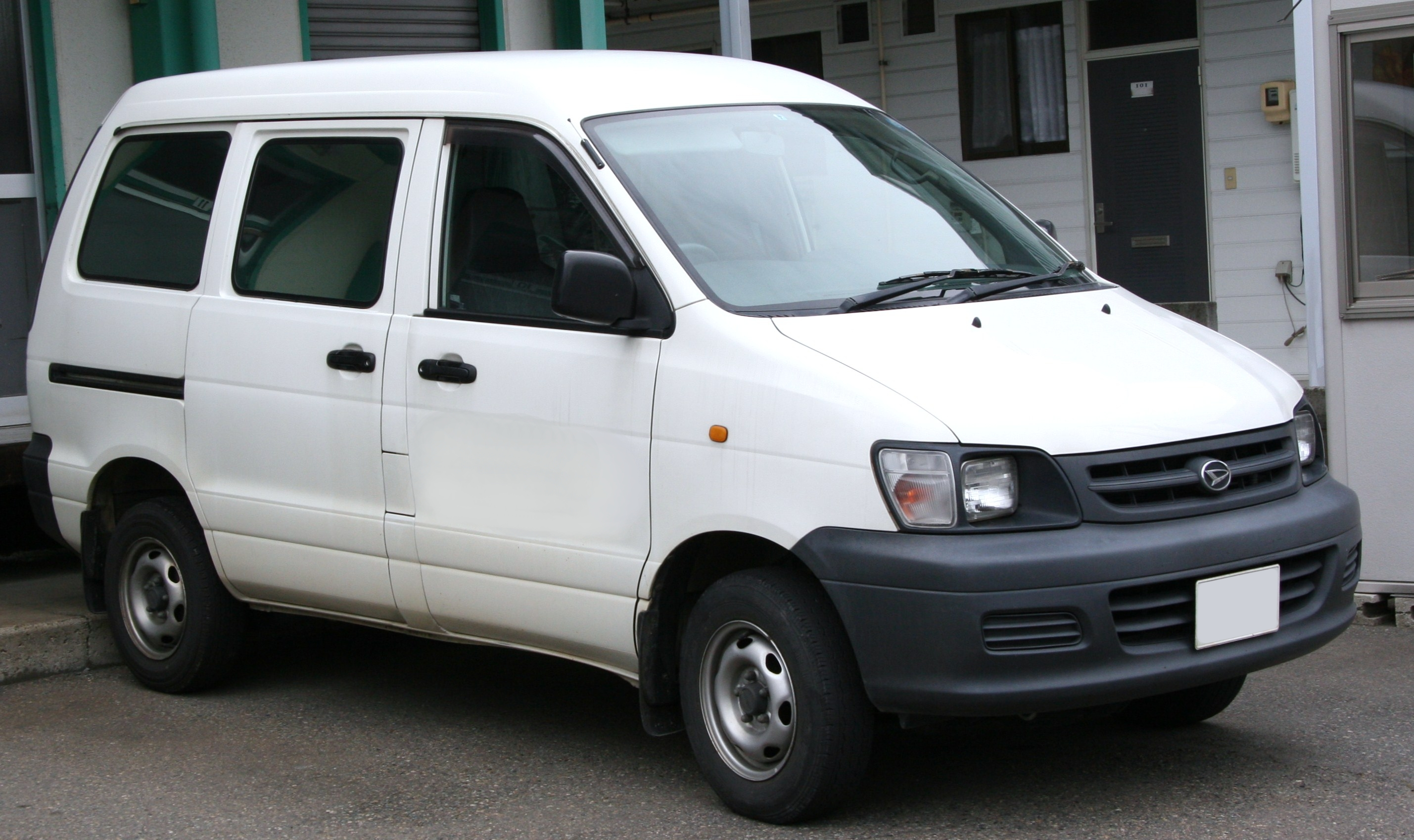

El Daihatsu Delta es una placa de identificación automotriz que se ha utilizado en una variedad de camiones Daihatsu entre 1970 y 2010. Por lo general, se han basado en Toyota, o de otra manera se han basado en modelos de Hino Motors, propiedad de Toyota. Los camiones han utilizado un motor cab over o diseño de motor central. Típicamente equipados con motores Toyota, algunas versiones, particularmente los diesel, recibieron los propios motores de Daihatsu. La insignia de Delta se retiró en Japón en 2003, pero continuó usándose en modelos construidos localmente en otros mercados hasta 2010.

## Camión de servicio mediano
Preparado para reemplazar la vieja cabina Daihatsu serie V en camiones medianos, entre octubre de 1970 y 2003 (2010 fuera de Japón), Daihatsu vendió al por menor el Delta y el Delta 1500 / 2000 - un Toyota Dyna rebautizado. Se construyeron cinco generaciones, con nuevos modelos lanzados en 1977, 1984, 1995 y 1999. Mientras que la tercera generación del Delta terminó la producción para el mercado japonés en 1995, continuó en producción hasta 2006 para muchos mercados, incluidos Sudamérica, Australia y Nueva Zelanda.

## Camión ligero
Después de las camionetas de servicio mediano estaban las camionetas de servicio liviano Delta 750 lanzadas en marzo de 1971 (serie D10), camionetas Toyota LiteAce. Las versiones de segunda generación llegaron en octubre de 1979 (serie D20), sobreviviendo hasta octubre de 1982.

## Furgoneta
Daihatsu lanzó una camioneta de carga y un modelo de vagón de pasajeros llamado Delta Wide Van / Wagon en noviembre de 1976 (serie B10), un nuevo nombre de Toyota TownAce. La segunda generación (serie B20) se lanzó en noviembre de 1982 y se modificó para enero de 1992, manteniendo la mecánica existente. Los modelos de tercera generación (serie R40 / R50) llegaron en octubre de 1996, ahora con la insignia Delta Van / Wagon y continuaron hasta noviembre de 2001.